# Carolina Coronado
Victoria Carolina Coronado y Romero de Tejada (Almendralejo, 12 de diciembre de 1820-Lisboa, 15 de enero de 1911) fue una escritora española del Romanticismo. Publicó en 1843 un tomo de Poesías, reeditado en 1852, que prologó Hartzenbusch.

## Biografía

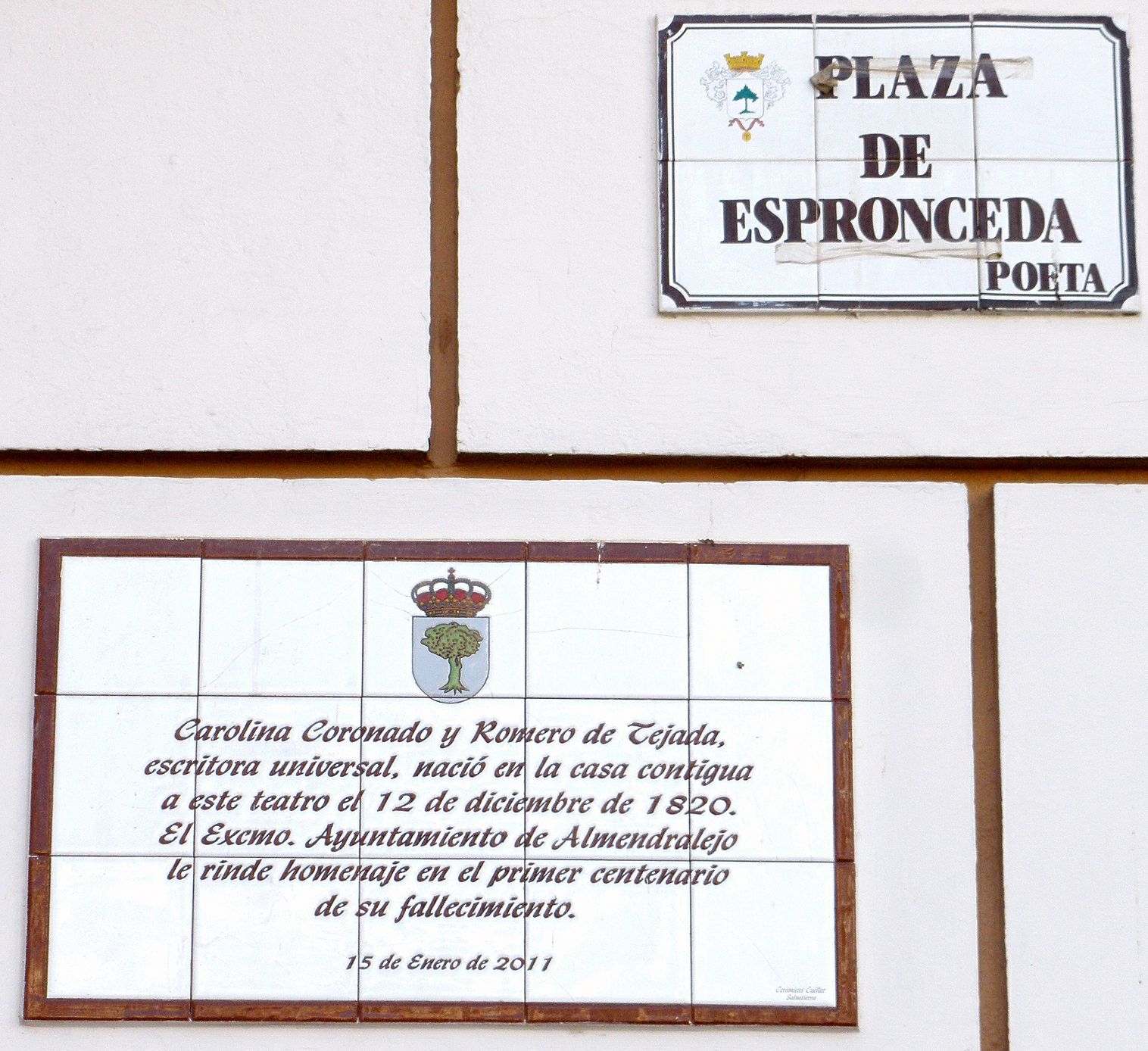
Memorial del nacimiento de Carolina Coronado en Almendralejo.

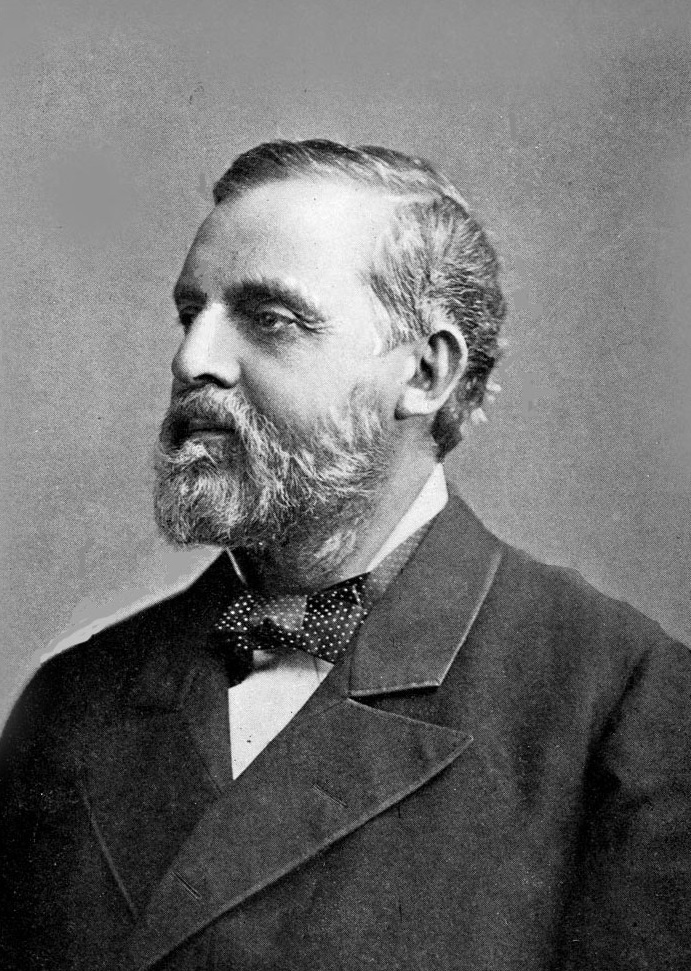
Justo Horacio Perry, diplomático estadounidense con el que Carolina se casó en 1852.

Victoria Carolina Coronado y Romero de Tejada, hija de Nicolás Coronado y Gallardo y de María Antonia Eleuteria Romero de Tejada y Falcón, nació en la localidad pacense de Almendralejoen el seno de una familia acomodada pero de ideología progresista, lo que provocó que su padre y su abuelo fueran perseguidos. Fue la tercera de nueve hermanos a quienes dedicó numerosos poemas, especialmente a Emilio. Tras mudarse a Badajoz, con cuatro años debido a que su padre comenzó a trabajar de secretario en la Diputación, Carolina fue educada en la forma tradicional para las niñas de la época: costura, labores del hogar, etc. Sin embargo, ya desde pequeña mostró su interés por la literatura y comenzó a leer, robando horas al sueño, cualquier género u obra que podía conseguir. Por ello desarrolló una extraordinaria facilidad para componer versos. Sus primeros poemas datan de la temprana edad de 9 años. Con un lenguaje algo desaliñado e incluso con errores léxicos y ortográficos, pero espontáneo y muy cargado de sentimiento, motivado por amores imposibles entre los cuales destaca Alberto, su supuesto primer compañero, de quien se duda si realmente llegó a existir, y que murió en el mar. La afección de catalepsia crónica que padecía, posiblemente contribuyó a su temperamento romántico, llegando a "morir" varias veces, lo que hizo que se obsesionase con la idea de poder ser enterrada en vida.
Llevó una vida revolucionaria ya que en 1838, en plena guerra civil, Carolina Coronado emprendió con entusiasmo el bordado de una bandera para un batallón creado para defender el trono de Isabel II.
Una de sus “falsas muertes”, fue publicada en 1844, lo que motivó que Carolina escriba Dos muertes en una vida, que se publicó tras su fallecimiento. Ya entonces había sido una obra admitida en el Instituto Español y en casi todos los Liceos de España.
Cuatro años más tarde, en 1848, una enfermedad nerviosa la dejó medio paralítica en Cádiz y los médicos le recomiendan tomar aguas cerca de Madrid, por lo que trasladó su residencia a la capital.
En 1852 se casó en Madrid, con sir Justo Horacio Perry, secretario de la embajada de EE. UU. en Madrid. Tuvo un hijo, Carlos Horacio (1853-1854), y dos hijas, Carolina (1857-1873) y Matilde (n. 1861) sobreviviendo esta última a sus dos hermanos y que se casó con Pedro Torres Cabrera. Tuvo varias "premoniciones" en las que anticipó el fallecimiento de su hija. Y su obsesión por la muerte la llevó hasta tal punto que, cuando su marido murió en 1891, embalsamó el cadáver, negándose a enterrarlo e incluso dirigiéndose a él con el apelativo de "el silencioso" y "el hombre de arriba". Fue tía de Ramón Gómez de la Serna.
Era amiga de la reina Isabel II la cual obligó al marqués de Salamanca a que vendiera a Carolina Coronado un trozo de su finca y allí se construyó un palacete en lo que hoy es la calle Lagasca.
Siendo ella revolucionaria, su residencia madrileña se hizo famosa por las tertulias literarias que en ella se realizaban, ya que sirvió como punto de encuentro para escritores progresistas y refugio de perseguidos, llegando a asistir algunos de los más renombrados autores del momento, como Emilio Castelar. Sin embargo, este refugio clandestino, y su afinidad por la revolución, causarían que sufriese la censura de la época. Pese a ello, logró publicar algunas de sus obras en periódicos y revistas hasta lograr cierta fama. 
Participó también en la campaña contra la esclavitud y llegó a ser con Concepción Arenal, del cuadro dirigente de la Sociedad Abolicionista de Madrid. En 1868 se fechan los versos A la abolición de la esclavitud en Cuba, poesía que provocó un escándalo político al ser declamada en público el 14 de octubre, poco después de estallar la Revolución de 1868, con la que simpatizaban Coronado y su marido.
Al llegar las revoluciones se van a vivir al palacio de la Mitra, en Poço do Bispo, población próxima a Lisboa, a pesar de haber perdido Horacio toda su fortuna que tenía invertida en el tendido del cable submarino de comunicaciones que uniría Estados Unidos con Europa. 
Falleció en el palacio de la Mitra de Lisboa el 15 de enero de 1911, y como su hija Matilde —que murió poco después— no tuvo descendencia, todas sus pertenencias, escritos y muebles del palacio pasaron a la familia de Torres Cabrera, hoy conde de Canilleros. Está enterrada en el cementerio de Badajoz.

## Carrera literaria

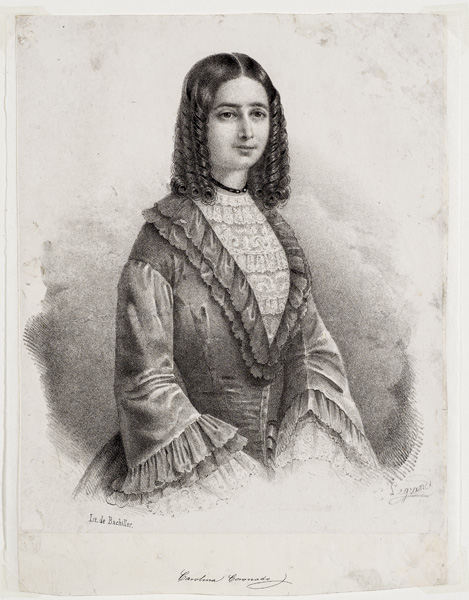
Carolina Coronado, litografía de Luis Carlos de Legrand.

Las primeras composiciones de Carolina fueron poesía. La primera de ellas que fue publicada en 1839 el diario El Piloto se titula A la palma. Desde entonces, consiguió materializar una vocación que se manifestó de forma temprana. El entorno familiar y social no le facilitaron el camino, debido a que su familia era de ideología progresista por lo que fueron perseguidos, y a que fue criada bajo los valores de la época, en los que escribir no estaba incluido. Su empeño personal contrasta con la debilitada fortaleza física (tenía catalepsia) que a veces le hace renunciar a su deseo más profundo; dualidad que encaja muy bien con el perfil romántico.
La literatura fue para Carolina un oasis donde refugiarse de su naturaleza enfermiza, contando también con varias depresiones de carácter nervioso a lo largo de su vida, agravadas por las pérdidas de sus hijos. Sin embargo, detrás de esta imagen de mujer débil y delicada se esconde una dilatada existencia con gran fortaleza latente, que le permitió desarrollar una respetable carrera.
Harztenbusch, quien fue un buen consejero y maestro, fue muy receptivo a los trabajos que presentó Carolina.Coronado. Se tomó muy en serio su trabajo y le hace recomendaciones y correcciones que le sirven de gran ayuda en su trayectoria. Fue su principal sostén y apoyo. Prologó el volumen de poesías escrito por la poeta extremeña y esta le dedicó la obra “La voluntad demostrada de escribir la introducción”. 
Aparte de Harztenbusch, otros escritores de la época como Donoso Cortés, Bretón de los Herreros, Martínez de la Rosa, recibieron con los brazos abiertos a Carolina Coronado en el mundo de las letras. Le dedicaron poesías y gratos juicios, sin perder de vista el tono condescendiente del que a veces hicieron gala. Como respuesta a esta gran acogida, Carolina pudo participar y fue bien recibida en instituciones como el Liceo Artístico y Literario de Madrid y le invitaron a participar en homenajes de poetas y escritores contemporáneos. Pero, a pesar de ello, también se dejaron oír comentarios peyorativos que tildaban a la escritora de pedante.
Otro de los autores con prestigio en esa época que ayudó a Carolina Coronado a abrirse paso en un espacio artístico liderado por hombres, fue Gustave Deville. Como agradecimiento, ella le dedicó su poema «A Napoleón», fechado en Badajoz en 1845.
Aunque su primera incursión en el mundo literario fue a través de la lírica, Carolina Coronado no dudó en adentrarse en otros géneros que revelan la versatilidad de su espíritu. Algunas de sus obras en prosa se publicaron por entregas en semanarios y periódicos. Su producción literaria fue diversa: novelas, como Jarilla, Paquita, Adoración, Luz; La Sigea, La rueda de la desgracia, manuscrito de un conde, El Oratorio de Isabel la Católica y la inacabada Harnina; obras como Los genios gemelos. Primer paralelo: Safo y Santa Teresa de Jesús, Un paseo desde el Tajo al Rhin, descansando en el Palacio de Cristal, Galería de poetisas contemporáneas, España y Napoleón y Anales del Tajo corresponden a sus ensayos. También se conocen algunos títulos de obras teatrales que se estrenaron como El cuadro de la Esperanza. Narrativa epistolar y otros artículos completan la producción de Coronado.

### Liceo de Madrid
El Liceo Artístico y Literario de Madrid fue fundado por José Fernández de la Vega y Potau en 1838. Este círculo artístico surgió con el interés de fomentar las letras y las Bellas Artes. En las Constituciones del Liceo no se negaba la participación de las mujeres, es más, podían ser admitidas como facultativas en las diferentes secciones y acudir a las sesiones que organizaba la institución.
Este fue el escenario que acogió los primeros pasos literarios tanto de Carolina Coronado como de Gertrudis Gómez de Avellaneda. Carolina Coronado realizó su primer viaje a Madrid en 1848, para entonces ya se había publicado su primer volumen de poesías. La acogida calurosa que le ofrecieron los miembros de este círculo artístico tuvo como consecuencia una improvisada respuesta con un poema titulado “Se va mi sombra, pero yo me quedo. A mis amigos de Madrid”. Sus sentidas y agradecidas palabras quedaron reflejadas en dicha composición que se publicó en La España el 25 de septiembre de 1848.

### Homenaje Corona Poética
Alberto Rodríguez y Lista de Aragón (1775-1848) fue un matemático y poeta sevillano. Fundó la Academia de las Buenas Letras y en 1847 ingresó en la Real Academia de la Historia. Al año siguiente de su muerte, un grupo de poetas le dedicaron un homenaje con el título de Corona poética. En este compendio de poemas está el de Carolina Coronado. Su participación en el mismo pone de manifiesto el terreno que fue ganando la escritora dentro del reducto masculino de la creación artística.

### Cartas a Juan Eugenio Harztenbusch
Esta correspondencia se inició en 1840 y se prolonga hasta 1849. En estas cartas se muestra un testimonio personal que nos permite conocer las dudas e inquietudes de Carolina, que plasma sus sentimientos y emociones personales, y reflexiona sobre otros asuntos que trascienden lo meramente lírico. A pesar de la ayuda y el apoyo que le prestó su maestro, a quien van dirigidas estas cartas, Carolina muestra su desánimo. Debido a su carácter revolucionario, tuvo varios problemas a la hora de publicar sus escritos, pero a partir de la segunda mitad del siglo XIX, la corriente intelectual femenina fue afianzándose.
En ellas se nos da a conocer el talante de la escritora y también otros aspectos que nos ilustran acerca de la sociedad de la época. En varias ocasiones se queja de su falta de instrucción y de dedicar gran parte de su tiempo a labores propias de su sexo (como inculcaban los valores de la época en la que vivía).  Sin embargo, sus ganas de aprender le llevaron a la enseñanza a manos de ella misma, aprendiendo sola francés e italiano, pudiendo así leer los clásicos de su época. 

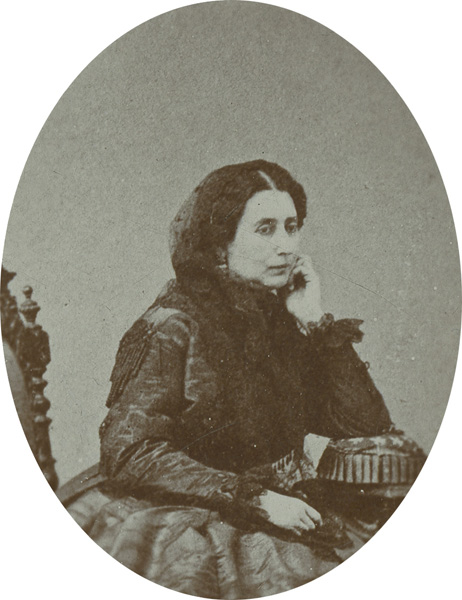
Carolina Coronado en una fotografía de finales del

La formación e instrucción que una joven recibía a mediados del siglo XIX era muy limitada, orientada a lo que se denomina “cultura del adorno”. Sin embargo, gracias a la presión de algunos, se publicaron manuales de instrucción y revistas femeninas. En estas cartas también Carolina aprovechaba para pedirle consejo a su amigo para completar su formación.
A pesar del reconocimiento y del apoyo que le dedica Juan E. Hartzenbusch, la sociedad no estaba preparada para asimilar el deseo de ciertas mujeres de colarse en ámbitos marcadamente masculinos. El espacio femenino estaba reducido a lo doméstico y a lo familiar. Carolina Coronado, a pesar de su vocación y predisposición para las letras, no deja de formar parte de este paradigma.
La Biblioteca Nacional de España conserva un conjunto de 32 de las cartas.

### Hermandad Lírica
Coronado fue una de las cabezas más visibles, aparte de ser mentora de varias de ellas, de las poetas que formaron lo que se llama la "Hermandad Lírica". Esta estaba formada por un grupo de escritoras con una características comunes: nacidas alrededor de 1820, pertenecientes a familias de la burguesía, autodidactas y que establecieron entre ellas unas redes de sororidad, de apoyo y de aliento mutuo que, en la mayoría de las veces, solamente era epistolar. Necesitaban ese apoyo mutuo ya que eran conscientes de estar introduciéndose en un mundo eminentemente masculino. Consiguieron ser publicadas en prensa y muchas de ellas publicaron en el  Pensil del Bello Sexo, un suplemento de la revista El Genio de Víctor Balaguer, y que se considera la primera antología de escritoras españolas. En él firmaron: Carolina Coronado, Amalia Fenollosa, Manuela Cambronero, María Cabezudo Chalons,  María Josefa Massanés, Ángela Grassi y Gertrudis Gómez de Avellaneda entre otras.
Estas escritoras se dedicaban poemas mutuamente, se escribían prólogos para sus libros, mantenían una correspondencia regular, y se denominaban entre sí "hermanas". Coronado se convirtió en el modelo a seguir para muchas de ellas, así Vicenta García Miranda decidió escribir poesía tras leer un poema suyo. Dentro de estas relaciones se encuadra que Coronado escribiera el prólogo del primer tomo de poesía de Robustiana Armiño.

### Su actividad en la prensa

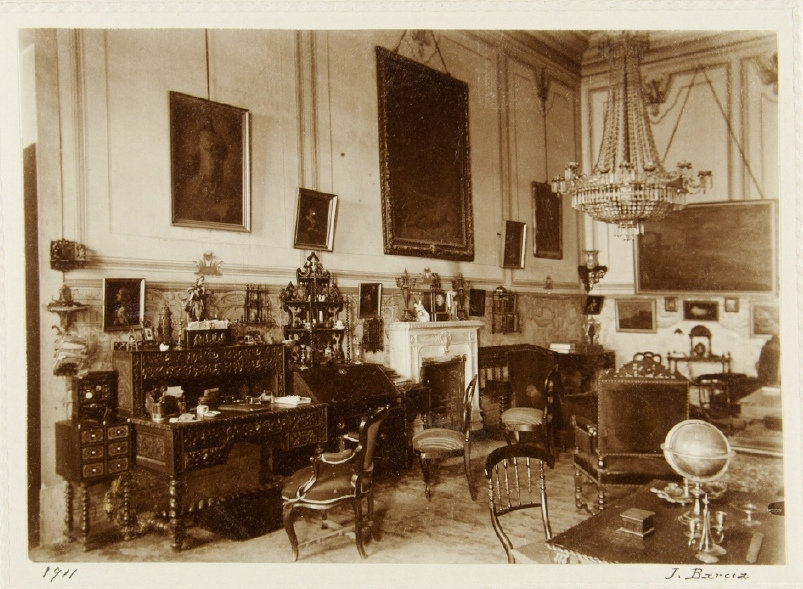
Casa de Carolina Coronado en Lisboa.

Publicó mucho en la prensa contemporánea, pero sus trabajos estaban más cerca de la literatura y del pensamiento que de la crónica periodística. Como sus contemporáneas, utiliza la prensa para lanzar sus ideas y reflexiones sobre los temas que la preocupaban: la mujer, la política y la sociedad.
Su calidad literaria era aprovechada, igualmente, para sus crónicas periodísticas, como cuando, siguiendo un impulso, en septiembre de 1849, narró en prosa lírica, para El Clamor Público, el traslado de los restos mortales del rey de Cerdaña, Carlos Alberto, que había muerto en el exilio.
Muchos de sus trabajos aparecieron primero en prensa, en ocasiones de forma seriada, entre los que destacan: Los genios gemelos, Safo y Santa Teresa de Jesús (1858), Un paseo desde el Tajo al Rhin (1851-1852); Galería de poetisas contemporáneas (1861); España y Napoleón (1861); La abolición de la esclavitud en Cuba (1863); Anales del Tajo (1873); Cartas de Portugal (1886); y El suicidio de los niños (1896). Algunos de estos títulos saldrían después de forma independiente en ediciones sucesivas.
Además de ello, promovió en Badajoz una revista bilingüe, portugués-español, de vida efímera, El Frontero (1849) y colaboró frecuentemente en publicaciones de España y América: El Clamor Público, La Ilustración Artística, El Siglo Futuro, Crónica Hispano-Americana, La Regeneración, La Discusión, La Ilustración, El Liberal, La Época, Semanario Pintoresco Español, El Estandarte, La Risa, El Laberinto, etc. Su presencia fue destacada en los periódicos literarios como El Pensamiento y publicaciones femeninas como El Álbum de las Damas, dirigida por Gertrudis Gómez de Avellaneda. En 1849 participó en la fundación de El Bardo. En sus últimos años, ya en el siglo XX, escribió desde Lisboa en Unión Ibero-Americana, El Álbum Ibero Americano y La Revista Blanca.

## Obra
La producción más importante de Coronado es la poética. Sus poemas fueron recogiéndose poco a poco en revistas, y más tarde, en 1843, se recopilaron en el volumen Poesías con prólogo de Hartzenbusch. En las posteriores ediciones de 1852 y 1872 se incorporaron nuevos poemas. Sin embargo, hasta hace poco no se ha podido conocer la totalidad de su obra. Poemas como "La rosa blanca", "Tú eres el miedo", "Se va mi sombra, pero yo me quedo" y "El amor de los amores", serían recordados como sus mejores obras.
En prosa escribió un total de quince novelas, a destacar Luz, El bonete de San Ramón, La Sigea, Jarrilla, La rueda de la desgracia (1873) y Paquita (1850), esta última considerada por algunos críticos como la mejor de todas.
También escribió obras teatrales como El cuadro de la esperanza (1846), Alfonso IV de León, Un alcalde de monterilla y El divino Figueroa, aunque solamente logró estrenar la primera. El cuadro de la esperanza fue su obra más popular.
Influencias recibidas
De claro estilo romántico, consiguió unas composiciones con una gran carga de sensualidad, muy próximas al naturalismo, como en su poema más conocido: El amor de los amores; que escribió en «Sierra Jarilla» tras la muerte de Alberto.
Carolina Coronado se dedicó desde muy joven no solo a la composición de sus propios versos, sino a la lectura de importantes autores, en los que ella se apoyó y se inspiró ya que fue autodidacta. Le apasionó la lectura de Tasso, Petrarca y Lamartine y tradujo sus obras italianas al español. Además tenía entre sus páginas favoritas las de la obra de Santa Teresa, Fray Luis de León, Garcilaso, San Juan de la Cruz, Meléndez Valdés y otros, y aprendiendo de todos ellos.

## Obras

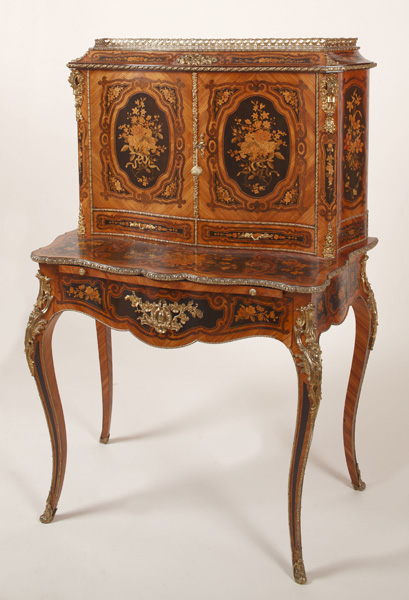
Escritorio de Carolina Coronado en el Museo del Romanticismo, Madrid.

Desde el punto de vista temático, su obra es muy diversa: la contemplación e interpretación subjetiva de la naturaleza, el amor, la religión, el compromiso cívico, social e incluso político, y sobre todo el feminismo, que es uno de los motivos más personales y constantes en su obra. Su obra poética es merecedora de ser conocida por el “polimorfismo” (variedad) en la métrica, y uso de los adjetivos y “sinestesias” (sensación variada de una localización).
La producción dramática de la autora no es muy amplia. Se conocen algunos títulos (El divino Figueroa, Petrarca, Un alcalde de Monterilla y Alfonso IV de León), pero ninguna constancia de su edición. Por otras fuentes, no obstante, se conoce que se llevaron a escena, como las páginas dedicadas al rey leonés, cuyo estreno tuvo lugar en Badajoz. Debió trabajar en ella entre 1847 y 1848 y también se llevó a escena en los salones de El Liceo Artístico y Literario de Madrid el 16 de enero de 1849 con la presencia de la reina, el rey y la reina madre con motivo de la entrega de premios. Es, asimismo, significativo el compromiso de generosidad que muestra Carolina Coronado hacia los más débiles. No solo destinó el beneficio de su primer libro a una escuela de párvulos, sino que “Hice también el papel de Elena en el cuadro de la Esperanza (por lo que fui coronada en este Liceo) en beneficio de los párvulos y a estos pienso socorrer nuevamente si alguna retribución hallo en mis tareas”.
Otro de los ensayos que escribió Carolina Coronado es Los genios gemelos: Safo y Santa Teresa cuya publicación tuvo lugar en el Semanario Pintoresco Español. Obra controvertida por la elección de las dos figuras: Santa Teresa de Jesús y la poetisa de Lesbos, Safo. Tanto la elección de las dos figuras como las reflexiones que vierte, le sirven a Coronado como contrapunto para proclamar sentimientos más allá de la preocupación literaria.
- Alfonso IV de León
- El divino Figueroa
- La exclaustrada
- Un alcalde de monterilla
- Luz
- El bonete de San Ramón
- Poesías (1843)[18]
- El cuadro de la Esperanza (1846)
- Paquita. La luz del Tajo. Adoración (1850)[18]
- Jarilla (1851)[18]
- Páginas de un diario. Adoración (1851)
- El siglo de las Reynas (1852)
- La Sigea (1854)
- ¡No hay nada más triste que el último adiós! (1859)
- España y Napoleón (1861)
- La rueda de la Desgracia.  Manuscrito de un Conde (1873)[18]
- A un poeta del porvenir (1874)
- Vanidad de vanidades (1875)
- Anales del Tajo. Lisboa. Descripción en prosa (1875)

El cuadro de la esperanza (1846)
El cuadro de la esperanza es una pieza teatral. La comedia, de final feliz, presenta a dos personajes femeninos, Esperanza y Elena que le dan pie a la autora a verter alguna reflexión sobre la condición y el destino femeninos. Esperanza, hermana de Miguel Ángel Buonarotti, conseguirá el amor deseado, después del desafío que lanza su afamado hermano: dos pintores cautivados por la joven, deberán retratarla y el que manifieste mayores dotes conseguirá su triunfo. El destino se alía con Esperanza. Elena enamorada en secreto del Buonarotti finalmente consigue su propósito.
Paquita, La luz del Tajo, Adoración (1850)

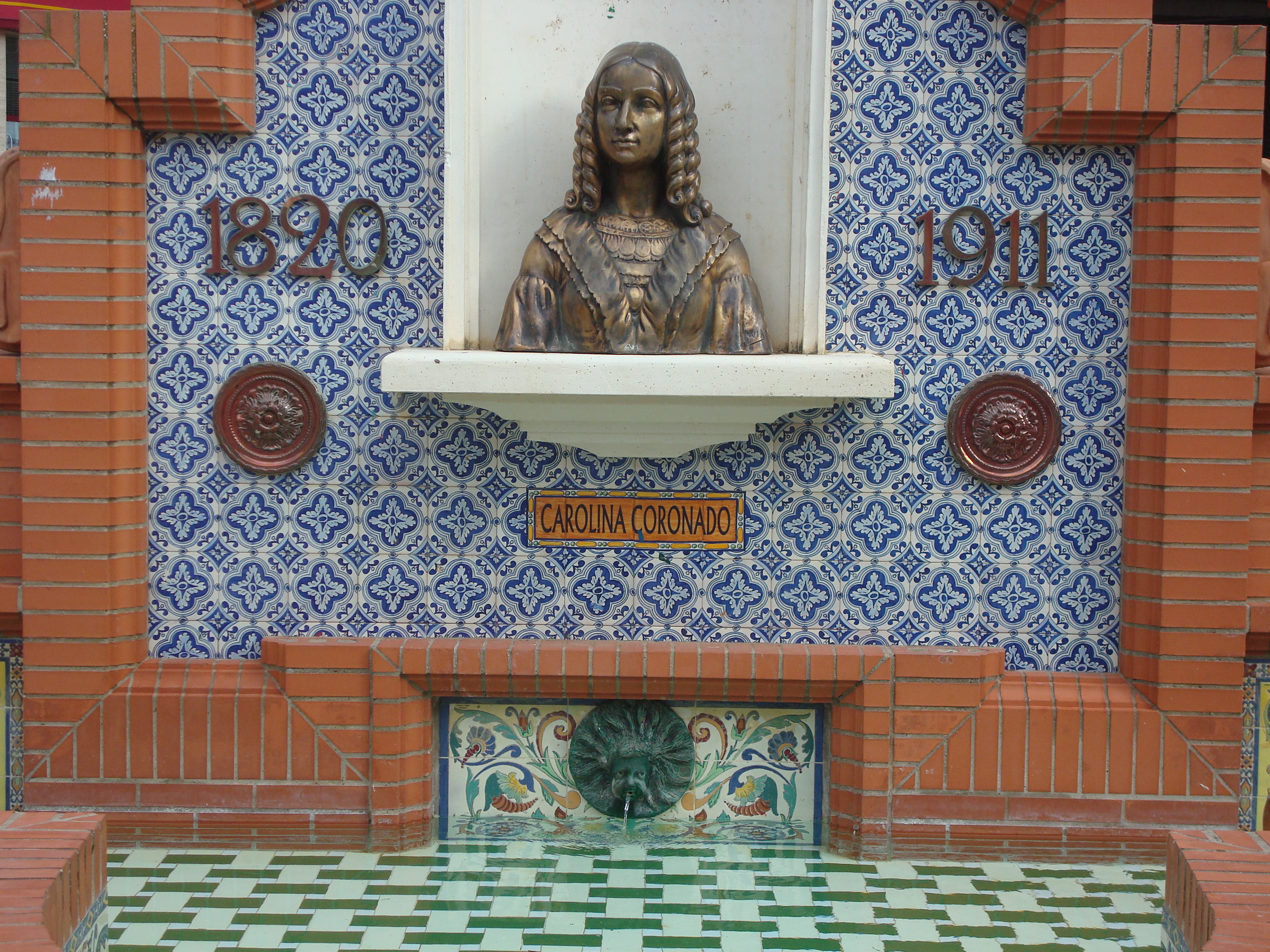
Monumento a Carolina Coronado en Almendralejo

Paquita y Adoración se publicaron conjuntamente, siendo ambas novelas históricas. Pero mientras Paquita se ambienta en la corte portuguesa renacentista, Adoración tiene un desarrollo temporal más inmediato. En Paquita, Carolina Coronado urdió una ficción narrativa entre la dama portuguesa Francisca de Ovando, Paquita, y el poeta luso Sá de Miranda, cuya obra conoció Carolina. La triste historia de Paquita la convierte en una mujer sin voluntad y dominada, cuya vida tiene un final trágico. En Adoración, el personaje femenino de la novela permite a la escritora reflexionar y denunciar la crueldad de las relaciones sociales y el peso de ciertas modas y convencionalismos.
Jarilla
Es una de las novelas más conocidas de Carolina Coronado, se publicó en 1850 y tuvo una rápida acogida y difusión. En la nota preliminar dedica la obra a sus tíos Francisco y Pedro Romero. Sobre un entramado histórico en el que sobresalen Juan II y sus hermanos y don Álvaro de Luna, sin una obediencia estricta a la fidelidad, según las propias palabras de la autora, se deslizan los amores incomprendidos entre Román, doncel de Juan II, y su amada, la mora Jarilla. La novela se divide en cuatro partes. En la última se produce el desenlace con la muerte de los dos jóvenes. Más allá de este relato histórico-romántico, la autora aprovecha para reflexionar sobre la situación política de la época.
La Sigea (1854)
La novela de ambiente histórico La Sigea fue publicada por primera vez en el Semanario Pintoresco Español en varias entregas, con una dedicatoria a Natalia Falcón, prima de la autora. La novela comenzó a escribirla en 1849 y la concluyó cuatro años después, tal y como explica en el prólogo. La publicación en libro (2 volúmenes) se retrasa hasta 1854. Carolina Coronado rescata para su novela a Luisa Sigea, humanista del siglo XVI que pasó parte de su vida en la corte portuguesa al servicio de la infanta doña María. La elección de esta etapa histórica, Edad de Oro cultural, se podría explicar por la conexión de la escritora con el liberalismo decimonónico que no dudó en ensalzar este período. La decisión de Carolina Coronado de enfrentarse a una novela histórica se ajusta a la estética literaria del momento por ser un género eminentemente romántico. Asimismo, algunos autores, señalan que el personaje de Luisa Sigea le sirve para hablar de múltiples aspectos que inquietan a la escritora.
La rueda de la desgracia, Manuscrito de un Conde (1873)
La rueda de la desgracia es una novela de ambientación contemporánea cuyo título no deja de ser un trasunto metafórico que le permitió a la autora verter opiniones y críticas acerca de ciertas prácticas y costumbres perniciosas, además de no dejar de lado la situación política que estaba viviendo España en esos momentos. El subtítulo presenta al conde de Magacela, protagonista junto a Ángela, que termina en un convento para redimir su pena por su ruina personal y la causada ala familia por su afición al juego de la ruleta.

## Reconocimiento de la autora

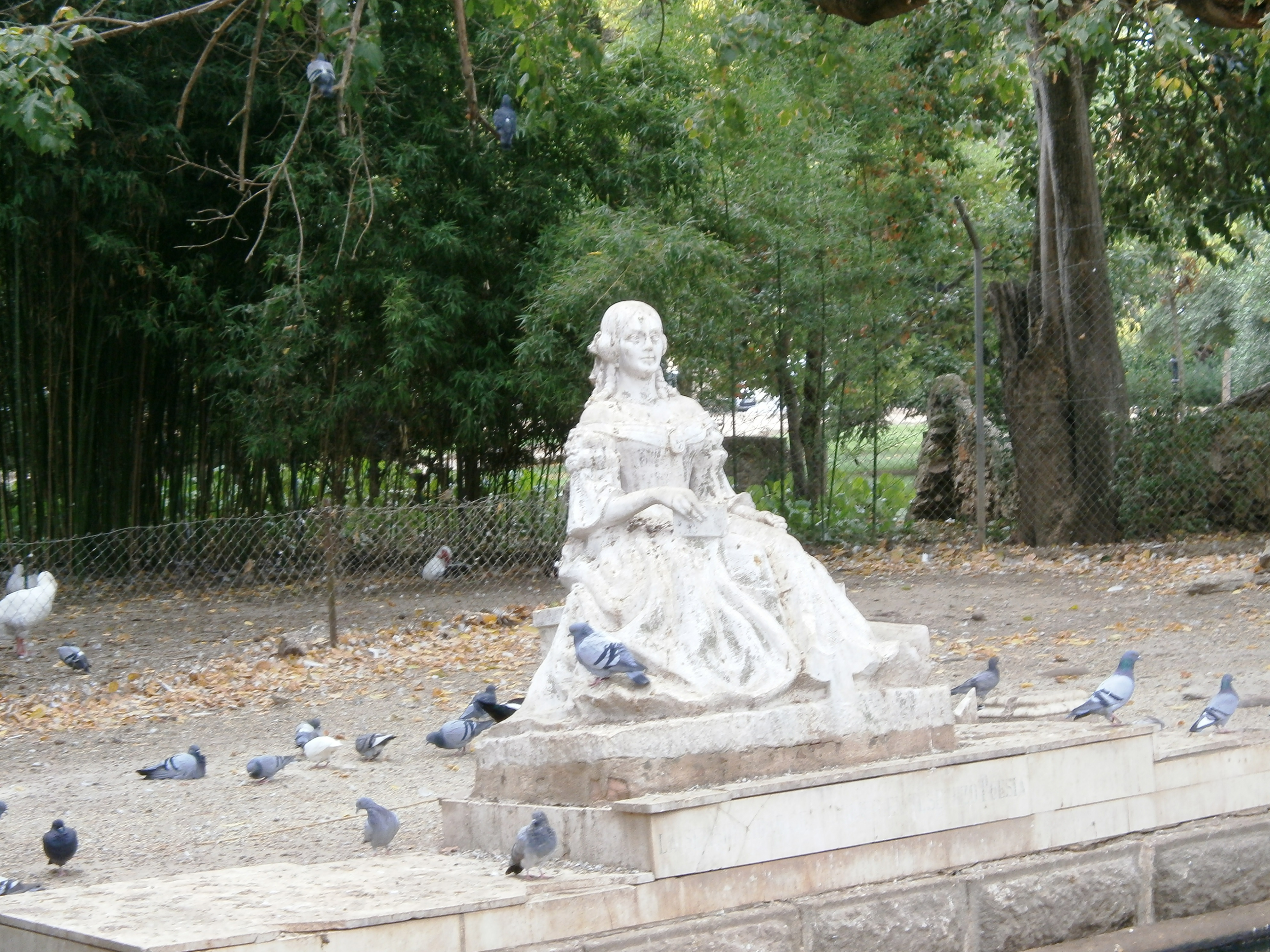
Monumento a Carolina Coronado en el Parque de Castelar, Badajoz

No siendo en su época bien reconocido que una poetisa publicase sus obras, Carolina se hizo paso en el mundo literario recibiendo por ello varios reconocimientos. Por ejemplo en el artículo “En honor de una extremeña” se recopilan todas las repuestas publicadas en distintos semanarios en relación con la propuesta que promueve Nicolás Díaz y Pérez en una carta que dirige a don Manuel Balmaseda, presidente de la Diputación Provincial de Badajoz. Dicha iniciativa no es otra que homenajear a Carolina Coronado, que vivía en esos momentos en su retiro de Lisboa. El deseo no fue otro que coronar a la poeta extremeña como antes lo habían sido otros poetas: Manuel José Quintana, Lista, José Zorrilla. Este último reconoció el mérito de Carolina tras leer unos emborronados endecasílabos suyos en una de las sesiones del Liceo Madrileño. Sin embargo, Carolina Coronado, lejos de aceptar tan honroso homenaje, manifestó su más profunda negativa, dirigida al mencionado señor Díaz y Pérez.
En el periódico La Discusión, Carolina Coronado empezó a publicar «Galería de Poetisas Contemporáneas», teniendo continuidad este trabajo en otras publicaciones. Este trabajo ambicioso lo define otra de las escritoras contemporáneas como trabajo concienzudo y de gran mérito. 
En el Semanario Pintoresco Español (1836-1857), colaboraron los escritores más representativos del momento. En el caso de Carolina Coronado aparte de dar a conocer su novela La Sigea, publicó otros trabajos, como su ensayo “Los genios gemelos”, o el poema “El amor de los amores”  Otras publicaciones, como La Ilustración, dieron a conocer las impresiones de un largo viaje que le llevó a la escritora por Francia, Inglaterra, Bélgica y Alemania.